# Location area identity
 (mai 2018).
Si vous disposez d'ouvrages ou d'articles de référence ou si vous connaissez des sites web de qualité traitant du thème abordé ici, merci de compléter l'article en donnant les références utiles à sa vérifiabilité et en les liant à la section « Notes et références ».
Chaque zone de localisation d'un réseau mobile terrestre public (PLMN) a son propre identifiant unique connu sous le nom de location area identity (LAI) qu'on peut traduire par « identifiant de zone de localisation ». 
Cet identifiant international unique est utilisé pour la mise à jour de la localisation des abonnés mobiles. Il est composé d'un code pays mobile (le MCC) à trois chiffres, d'un code de réseau mobile (MNC) à deux ou à trois chiffres qui identifie un réseau mobile terrestre public (PLMN) dans ce pays et d'un code de zone géographique : le LAC (location area code) qui est un nombre de 16 bits avec deux valeurs spéciales, permettant ainsi de définir 65 534 zones de localisation au sein d'un réseau GSM, UMTS, LTE ou 5G. Le LAI est complété par une liste de TAI (tracking area identity) permettant de connaitre l'identité des cellules radio voisines dans le réseau.
Le LAI est diffusé régulièrement par les antennes relais via un canal de contrôle de diffusion (BCCH). Une station mobile (par exemple un téléphone portable) reconnaît le LAI et le stocke dans sa carte SIM. Si la station mobile est en mouvement et remarque un changement de LAI, elle émet une demande de mise à jour de localisation, informant ainsi l'opérateur de réseau mobile de son nouveau LAI. Cela permet au fournisseur de localiser la station mobile en cas d'appel entrant.